# Scleria longispiculata
Scleria longispiculata är en halvgräsart som beskrevs av Ernest Nelmes. Scleria longispiculata ingår i släktet Scleria och familjen halvgräs. Inga underarter finns listade i Catalogue of Life.